# Oberschenkel

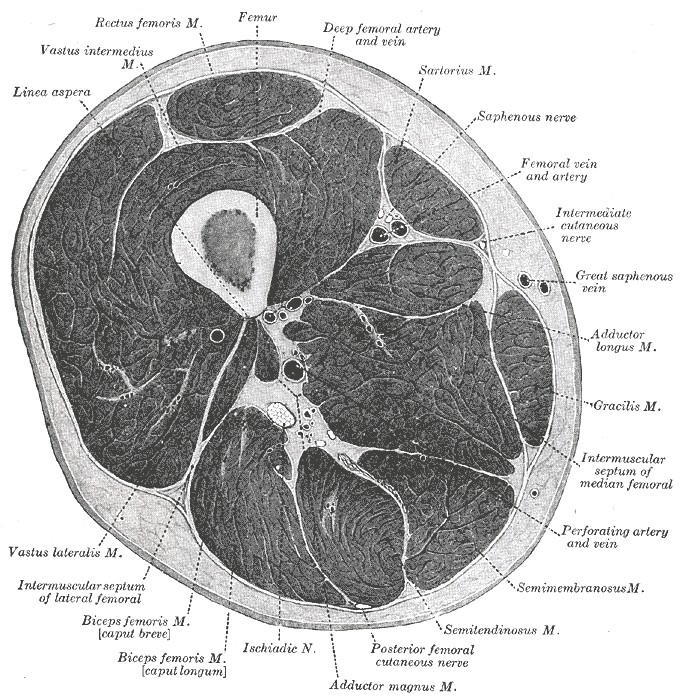
Transversalschnitt durch einen menschlichen Oberschenkel

Der Oberschenkel (lateinisch Femur) ist der Teil des Beines beziehungsweise der Hintergliedmaße zwischen Leiste und Knie bzw. zwischen Gesäß und Unterschenkel. Die entsprechende Körperregion wird Regio femoralis genannt.

## Knochen
Der Oberschenkel wird durch den Oberschenkelknochen (Os femoris oder kurz Femur) gestützt. Dieser ist im Inneren von feinen schwammartigen Knochenbälkchen (Spongiosa) ausgefüllt, die entlang der mechanischen Belastungslinien (trajektorellen Linien) ausgerichtet sind. Sie ermöglichen eine sehr hohe Stabilität bei möglichst geringem Materialverbrauch bzw. Gewicht. Ferner werden die Zwischenräume zusätzlich von Knochenmark ausgefüllt und dienen somit zur Blutbildung. Das Knochenmark wird im Alter teilweise durch Fettgewebe ersetzt.
Bemerkenswert ist die anatomische Stellung des Oberschenkelknochens beim aufrechten Gang: Aufgrund der Sonderform des Hüftgelenkes (s. u.) steht der Oberschenkelknochen im Standbein schief, wodurch das Körpergewicht nicht durch die Mitte des Knochens projiziert, in welcher Stellung er stabil wäre. Durch die Schiefstellung des Knochens erfährt der Knochenschaft (Corpus) eine hohe Biegespannung nach außen und droht zu brechen. Dies wird durch eine Zuggurtung auf den Schaft verhindert. Diese Zuggurtung erfolgt seitlich durch eine breite Sehnenplatte (Aponeurose) an der seitlichen (lateralen) Oberschenkelseite, die eine Verstärkung der Oberschenkelbinde (Faszie) (Fascia lata) darstellt (Tractus iliotibialis) und von der Mitte her (medial) von den Heranführern, vor allem dem großen Heranführer (Musculus adductor magnus). Dies lässt sich besonders anschaulich bei Menschen mit erhöhter Belastung auf den Oberschenkelknochen (z. B. Sprinter oder Gewichtheber) anhand der Hypertrophie des Schenkelbindenspanners (Musculus tensor fasciae latae), der die Sehnenplatte spannt, verdeutlichen.

## Angrenzende Gelenke
Das Gelenk zwischen Hüfte und Oberschenkel (Hüftgelenk, Articulatio coxae) ist ein Nussgelenk, eine Sonderform eines Kugelgelenkes, bei der der Gelenkkopf über seinen Äquator hinaus in der Gelenkpfanne liegt. Die gelenkbildenden Knochen sind der Kopf des Oberschenkelknochens (Caput ossis femoris) und die Gelenkpfanne des Beckens (Acetabulum).
Bei dem Gelenk zwischen Unterschenkel und Oberschenkel (Kniegelenk, Articulatio genus) handelt es sich um ein bikondyläres Gelenk, die Gelenkflächen sind die Gelenkknorren (Kondylen) des Oberschenkelknochens und des Schienbeines (Tibia). In diesem Gelenk sind zusätzlich zu reiner Beugung (Flexion) und Streckung (Extension) noch Drehbewegungen (Rotationen), z. B. bei der Schlussrotation der Kniestreckung, sowie Verschiebungen (Translationen) nach vorne und hinten möglich. Die Beugung des Kniegelenkes ist somit eine kombinierte Roll- (Athro-) und Gleitbewegung (Osteokinematik) der Oberschenkelknorren auf dem Schienbeinplateau.

## Muskulatur
Der Oberschenkelknochen dient einer ganzen Reihe von Muskeln als Ursprungs- und Ansatzpunkt, z. B. der äußeren Hüftmuskulatur und der Unterschenkelmuskulatur. Die Oberschenkelmuskulatur besteht aus drei Gruppen:
- die Strecker (Extensoren) bilden die vordere Oberschenkelmuskulatur,
- die Beuger (Flexoren) bilden die hintere Oberschenkelmuskulatur (Ischiokruralmuskulatur) und
- die Heranführer (Adduktoren) bilden die innere Oberschenkelmuskulatur.

| Oberschenkelmuskulatur (rechts) | Oberschenkelmuskulatur (rechts) | Oberschenkelmuskulatur (rechts) |
| vordere Oberschenkelmuskulatur  | hintere Oberschenkelmuskulatur  | innere Oberschenkelmuskulatur   |
| ------------------------------- | ------------------------------- | ------------------------------- |
|                                 |                                 |                                 |
| Musculus quadriceps femoris     | Musculus biceps femoris         | Musculus pectineus              |
| Musculus sartorius              | Musculus semitendinosus         | Musculus adductor longus        |
|                                 | Musculus semimembranosus        | Musculus adductor brevis        |
|                                 |                                 | Musculus adductor magnus        |
|                                 |                                 | Musculus gracilis               |

## Arterien

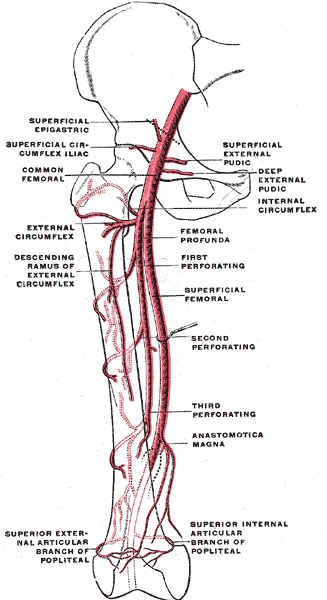

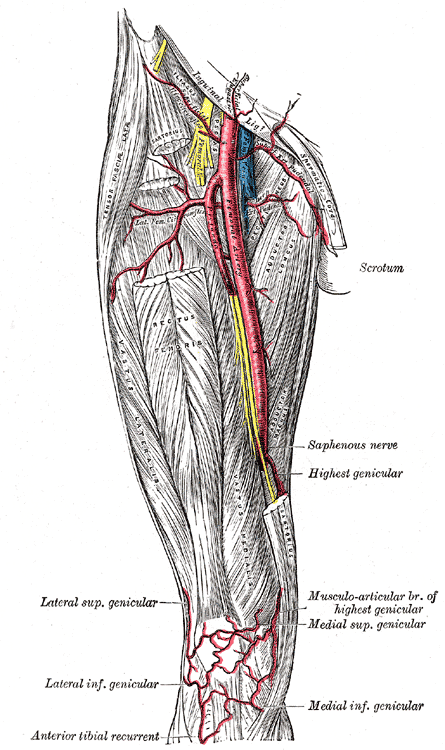

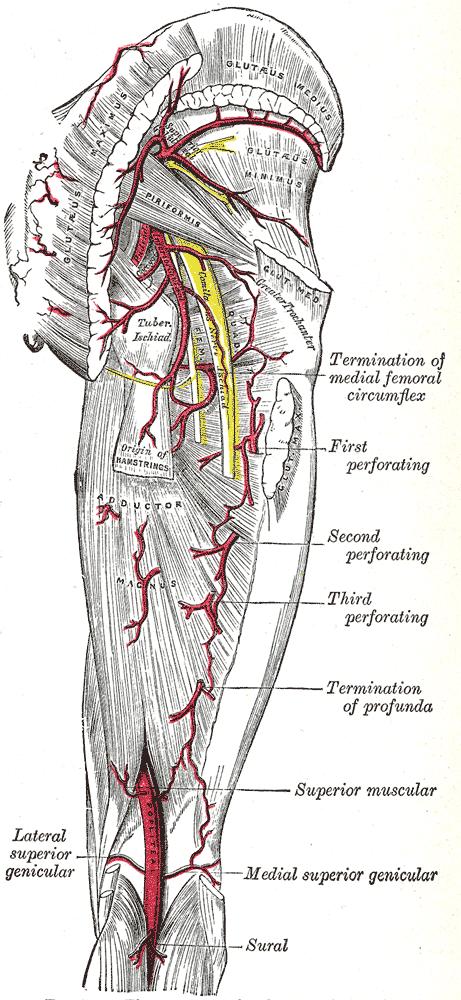

Die Aorta abdominalis teilt sich im Unterleib in zwei Arteriae iliacae communes (lat. gemeinsame Arterien des Iliums). Diese teilen sich jeweils in eine Arteria iliaca externa (äußere Darmbeinarterie) und eine Arteria iliaca interna (innere Darmbeinarterie).

### Arterien aus derArteria iliaca interna
Aus der Arteria iliaca interna entspringen für die Versorgung von Gesäß und Oberschenkel:
- Arteria glutaea superior (obere Gesäßarterie, bei Tieren als Arteria glutea cranialis bezeichnet)
- Arteria glutaea inferior (untere Gesäßarterie, bei Tieren als Arteria glutea caudalis bezeichnet)
- Arteria obturatoria (verstopfende Arterie); aus ihr entspringen ein oberflächlicher und ein tiefer Ast, ein Zweig des tiefen Astes versorgt den Kopf des Femurs
- Arteriae sacrales laterales (treten durch die Foramina sacralia posteriora in den Sakralkanal (Canalis sacralis) ein).

### Arterien aus derArteria iliaca externa
Aus der Arteria iliaca externa wird die Arteria femoralis (Oberschenkelarterie). Aus der Oberschenkelarterie entspringen beim Menschen:
- Arteria epigastrica superficialis
- Arteria circumflexa ilium superficialis (oberflächliche das Darmbein umgebende Arterie)
- Arteria pudenda externa (äußere Schamarterie)
- Arteria profunda femoris (tiefe Beinarterie)
  - Arteria circumflexa femoris medialis (innere den Oberschenkelknochen umgebende Arterie)
  - Arteria circumflexa femoris lateralis (äußere den Oberschenkelknochen umgebende Arterie)
  - Arteriae perforantes I-III
- Arteria descendens genus (absteigende Kniearterie)

Am Knie wird die Arteria femoralis zur Arteria poplitea (Kniekehlarterie).

### Arterienverlauf bei anderen Säugetieren
Bei Haustieren geht aus der Arteria iliaca externa die Arteria profunda femoris und aus dieser die Arteria circumflexa femoris medialis für die Innenseite des Oberschenkels ab. Die Fortsetzung der Arteria iliaca externa ab dem Übertritt auf die Innenseite des Oberschenkels wird ebenfalls als Arteria femoralis bezeichnet. Diese Arterie wird bei Hund, Katze, Schaf und Ziege als Pulsfühlstelle genutzt. Aus der Oberschenkelarterie entspringen:
- Arteria circumflexa femoris lateralis (versorgt den Quadrizeps)
- mehrere Arteriae caudales femoris (versorgen die Hinterbackenmuskeln)
- Arteria saphena (versorgt Innenseite des Oberschenkels)
- Arteria genus descendens (versorgt die Kniegegend)

Ab der Kniekehle wird die Fortsetzung der Arteria femoralis, wie beim Menschen, als Arteria poplitea bezeichnet.

## Venen
Der venöse Abfluss des Oberschenkels lässt sich topographisch sowie funktionell in zwei Abschnitte untergliedern: das oberflächliche sowie das tiefe Venensystem.
Zum oberflächlichen Venensystem zählt als größte Vene die Vena saphena magna. Sie verläuft an der vorderen (ventralen) Seite des Femur. Im Bereich des Hiatus saphenus nimmt sie mehrere Hautvenen auf, sodass ein sogenannter Venenstern (Crosse) entsteht.
Im Trigonum femorale mündet die Vena saphena magna in die Vena femoralis.
Das tiefe Venensystem setzt sich aus Venen, welche parallel zu den entsprechenden Arterien verlaufen und auch mit gleichem Namen bezeichnet werden, zusammen. Die bedeutendste Vene dieses Systems ist die Vena poplitea, welche in die Vena femoralis übergeht.

## Nerven
Der Oberschenkel wird, wie der übrige Teil des Beines, von den Nerven des Plexus lumbosacralis versorgt.